# Egerton Marcus
Egerton Marcus (ur. 2 lutego 1965 w Goed Fortuin w regionie Essequibo Islands-West Demerara w Gujanie) – kanadyjski bokser, medalista igrzysk olimpijskich.
Urodził się w Gujanie, ale w 1973 przeniósł się do Toronto.

## Kariera w boksie amatorskim
Zwyciężył w wadze półciężkiej (do 81 kg) w mistrzostw Ameryki Północnej w 1985 w Beaumont. Zajął 2. miejsce w tej kategorii w Pucharze Świata w 1985 w Seulu (w finale pokonał go Nurmagomied Szanawazow ze Związku Radzieckiego). Przegrał pierwszą walkę w wadze średniej (do 75 kg) na mistrzostwach świata w 1986 w Reno z Kubańczykiem Julio Quintaną. Również na igrzyskach Wspólnoty Narodów w 1986 w Edynburgu przegrał pierwszą walkę w tej wadze z późniejszym złotym medalistą Rodem Douglasem z Anglii. Zwyciężył w kategorii średniej w Turnieju im. Feliksa Stamma w 1987.
Zdobył srebrny medal w wadze średniej na igrzyskach olimpijskich w 1988 w Seulu po wygraniu czterech walk (w tym ćwierćfinałowej ze Svenem Ottke z RFN i półfinałowej z Syedem Hussainem Shahem z Pakistanu) i przegranej w finale z Henrym Maske z NRD.
Był mistrzem Kanady w wadze półciężkiej w 1985 i w wadze średniej w 1986.

## Kariera w boksie zawodowym
Przeszedł na zawodowstwo w 1989. Walczył w wadze półciężkiej. Zdobył w niej tytuł mistrza Ameryki Północnej (NABF) w 1992 i skutecznie bronił go w czterech pojedynkach, w tym wygrywając w 1993 z mistrzem olimpijskim z 1988 Andrew Maynardem.
11 lutego 1995 we Frankfurcie zmierzył się w walce o tytuł mistrza świata IBF z Henrym Maske, ale przegrał jednogłośnie na punkty. Był to pierwsza porażka Marcusa w jego zawodowej karierze. Później walczył ze zmiennym szczęściem. W październiku 2001 Donovan Ruddock wygrał z nim przez techniczny nokaut w 10. rundzie w walce o tytuł mistrza Kanady w wadze ciężkiej. Po tej walce Marcus wycofał się z boksu, ale w 2007 powrócił i stoczył jedną zwycięską walkę z mało znanym przeciwnikiem.

## Rodzina
Jego wuj Charles Amos reprezentował Gujanę w boksie na igrzyskach olimpijskich w 1968, a jego kuzyn Troy Amos-Ross (syn Charles Amosa) był reprezentantem Kanady w boksie na igrzyskach olimpijskich w 1996 i 2000.